# Список віцеканцлерів Німеччини
Список представляє всіх заступників федерального канцлера Німеччини і охоплює період від заснування цієї посади 1 березня 1878 року в Кайзерівській Німеччині й дотепер.

## Віцеканцлери Кайзерівської Німеччини 1889-1919

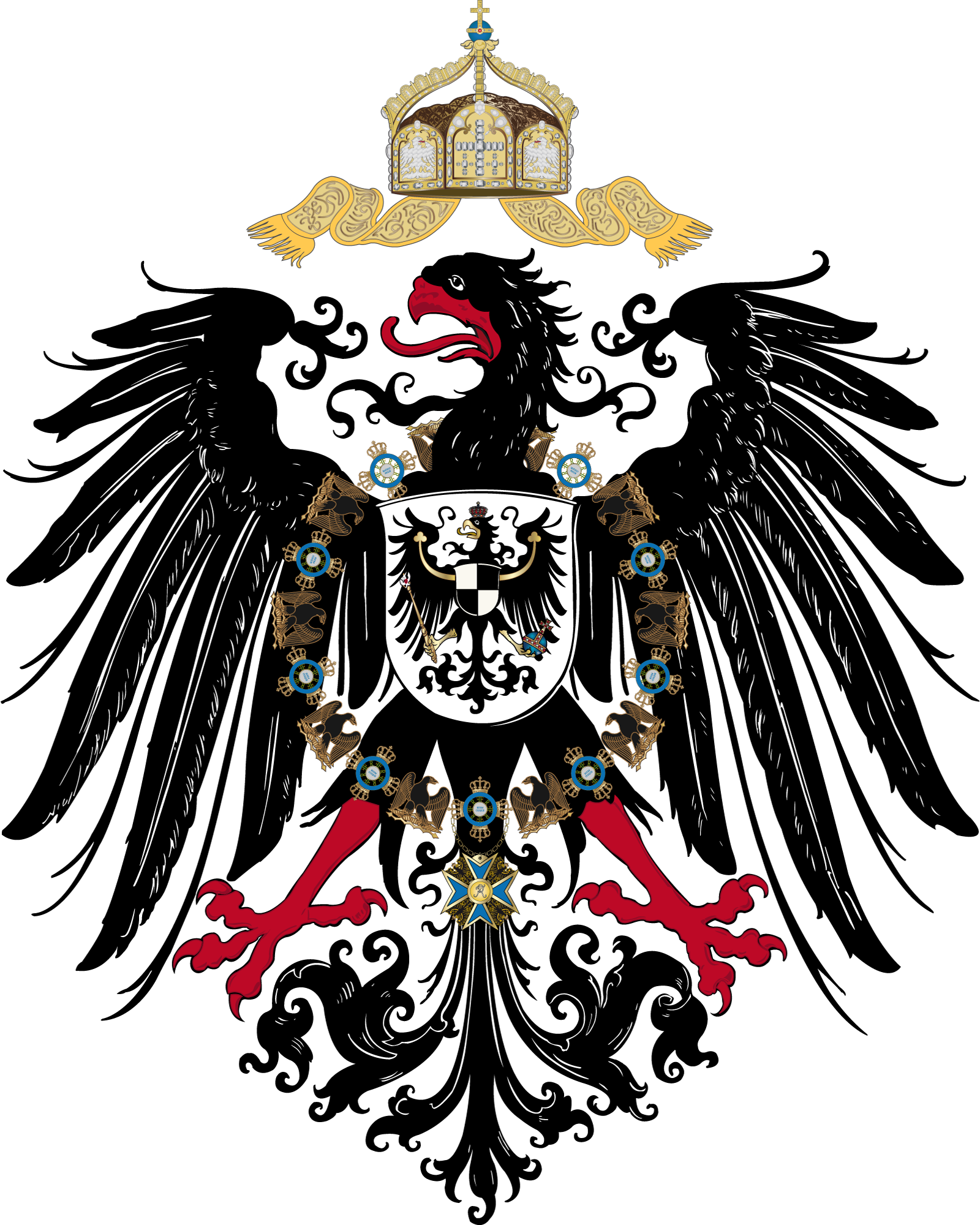
Герб Кайзерівської Німеччини

| Ім'я                          | Початок терміну  | Кінець терміну    | Партія |
| ----------------------------- | ---------------- | ----------------- | ------ |
| Отто цу Штольберг-Вернігероде | 1 червня 1878    | 20 липня 1881     | -      |
| Карл Генріх фон Беттіхер      | 20 червня 1881   | 1 липня 1897      | -      |
| Артур фон Посадовский-Венер   | 1 липня 1897     | 24 червня 1907    | -      |
| Теобальд фон Бетман-Гольвег   | 24 червня 1907   | 14 липня 1909     | -      |
| Клеменс фон Дельбрюк          | 14 липня 1909    | 22 травня 1916    | -      |
| Карл Гельферих                | 22 травня 1916   | 9 листопада 1917  | -      |
| Фрідрих фон Пайер             | 9 листопада 1917 | 10 листопада 1918 | ПНПН   |

## Віцеканцлери Веймарської республіки, 1919—1933
| Ім'я              | Початок терміну   | Кінець терміну    | Партія |
| ----------------- | ----------------- | ----------------- | ------ |
| Ойген Шиффер      | 13 лютого 1919    | 19 квітня 1919    | НДП    |
| Бернхард Дернбург | 30 квітня 1919    | 20 червня 1919    | НДП    |
| Маттіас Єрцбергер | 21 червня 1919    | 3 жовтня 1919     | Центр  |
| Ойген Шиффер      | 3 жовтня 1919     | 27 березня 1920   | НДП    |
| Еріх Кох-Везер    | 27 березня 1920   | 21 червня 1920    | НДП    |
| Рудольф Хайнце    | 25 червня 1920    | 4 травня 1921     | ННП    |
| Густав Бауер      | 10 травня 1921    | 14 листопада 1922 | СДПН   |
| посада відсутня   | 14 листопада 1922 | 13 серпня 1923    | -      |
| Роберт Шмідт      | 13 серпня 1923    | 3 листопада 1923  | СДПН   |
| Карл Яррес        | 30 листопада 1923 | 15 жовтня 1924    | ННП    |
| посада відсутня   | 15 жовтня 1924    | 28 січня 1927     | -      |
| Оскар Хергт       | 28 січня 1927     | 12 червня 1928    | НННП   |
| посада відсутня   | 12 червня 1928    | 30 березня 1930   | -      |
| Герман Дітріх     | 30 березня 1930   | 30 травня 1932    | НДП    |
| посада відсутня   | 30 травня 1932    | 30 січня 1933     | -      |
| Франц фон Папен   | 30 січня 1933     | 1 липня 1934      | -      |

Герб Веймарської республіки

Після звільнення Франца фон Папена посаду віцеканцлера ліквідували до 1949 року.

## Віцеканцлери Федеративної Республіки Німеччини, 1949-сьогодення

Герб ФРН

| Ім'я                     | Початок терміну   | Кінець терміну    | Партія    |
| ------------------------ | ----------------- | ----------------- | --------- |
| Франц Блюхер             | 20 вересня 1949   | 29 жовтня 1957    | ВДПН/ВНПН |
| Людвіг Ерхард            | 29 жовтня 1957    | 16 жовтня 1963    | ХДС       |
| Еріх Менде               | 17 жовтня 1963    | 28 жовтня 1966    | ВДП       |
| Ганс-Кристоф Зеебом      | 8 листопада 1966  | 30 листопада 1966 | ХДС       |
| Віллі Брандт             | 1 грудня 1966     | 20 жовтня 1969    | СДПН      |
| Вальтер Шеель            | 21 жовтня 1969    | 16 травня 1974    | ВДПН      |
| Ганс-Дітрих Геншер       | 17 травня 1974    | 17 вересня 1982   | ВДПН      |
| Егон Франке              | 17 вересня 1982   | 1 жовтня 1982     | ВДПН      |
| Ганс-Дітрих Геншер       | 1 жовтня 1982     | 17 травня 1992    | ВДПН      |
| Юрген Меллеманн          | 18 травня 1992    | 21 січня 1993     | ВДПН      |
| Клаус Кінкель            | 21 січня 1993     | 26 жовтня 1998    | ВДПН      |
| Йошка Фішер              | 26 жовтня 1998    | 22 листопада 2005 | Зелені    |
| Франц Мюнтеферінґ        | 22 листопада 2005 | 21 листопада 2007 | СДПН      |
| Франк-Вальтер Штайнмайєр | 21 листопада 2007 | 28 жовтня 2009    | СДПН      |
| Ґідо Вестервелле         | 28 жовтня 2009    | 16 травня 2011    | ВДП       |
| Філіпп Реслер            | 16 травня 2011    | 17 грудня 2013    | ВДП       |
| Зіґмар Ґабрієль          | 17 грудня 2012    | 14 березня 2018   | СДПН      |
| Олаф Шольц               | 14 березня 2018   | 8 грудня 2021     | СДПН      |
| Роберт Габек             | 8 грудня 2021     |                   | Зелені    |